# Mount Ayr (Indiana)
Mount Ayr è un comune degli Stati Uniti d'America, situato nello Stato dell'Indiana, nella contea di Newton.